# Grevenmacher (kanton)
Grevenmacher er en kanton i distriktet Grevenmacher i Luxembourg. Kantonen ligger i sydøst i landet og har et areal på 211,37 km². I 2005 havde kantonen 22.882 indbyggere og det administrative center ligger i byen Grevenmacher.

## Kommuner
Kantonen Grevenmacher består af otte kommuner. I tabellen opgives antal indbyggere pr. 1. januar 2005.
| #  | Kommuner     | Indbyggere |
| -- | ------------ | ---------- |
| 1. | Junglinster  | 5.911      |
| 2. | Grevenmacher | 3.966      |
| 3. | Mertert      | 3.365      |
| 4. | Betzdorf     | 2.587      |
| 5. | Wormeldange  | 2.283      |
| 6. | Biwer        | 1.618      |
| 7. | Flaxweiler   | 1.612      |
| 8. | Manternach   | 1.540      |

49°41′00″N 6°20′35″Ø / 49.6833°N 6.3431°Ø